# Brambacher Hof
Brambacher Hof ist ein auf ein historisches Hofgut zurückgehender Weiler, der zum Ortsteil Kochertürn der Stadt Neuenstadt am Kocher im Landkreis Heilbronn im nördlichen Baden-Württemberg zählt.

## Lage
Der Brambacher Hof steht auf etwa 200 m ü. NHN ungefähr zwei Kilometer südwestlich der Stadtmitte von Neuenstadt und ebenso weit südlich von Kochertürn im Quellgrund des nach Nordosten laufenden Wäschbachs, eines linken Kocher-Zuflusses. Am linken Talhang beginnt oberhalb eines Streifens Ackerflur das große Oedheimer Waldgebiet Loh. Der Ort wird im Osten von der K 2135 berührt, die vom rechten Kocherufer bei Kochertürn südwärts in Richtung Neckarsulm-Dahenfeld führt.

## Geschichte
Brambacher Hof entstand im Mittelalter als Hofgut inmitten eines Rodungsgebietes. Der Ortsname verweist auf die am Waldrand häufigen Brombeeren (mittelhochdeutsch brame) und das nahe Gewässer Wäschbach. Der Hof zählte ursprünglich zu Oedheim und war bis 1419 im Besitz der Herren von Weinsberg, danach bis 1516 im Besitz der Capler von Oedheim und anschließend im Besitz des Deutschen Ordens. 1687 erwarb der bisherige Erbbestandspächter Wilhelm Behringer aus Degmarn den Hof. Das Hofgut wurde durch fortgesetzte Rodungen laufend erweitert und mehrfach geteilt. Besitzanteile und Rechte lagen zeitweise auch bei den Herren von Gosheim und beim Kloster Schöntal. Nach der Mediatisierung des Deutschen Ordens 1806 und dem Übergang zu Württemberg kam die Markung des als selbstständige Gemeinde fungierenden Brambacher Hofes zu Kochertürn. 1814 wurden die Einwohner des Brambacher Hofes von Oedheim nach Kochertürn umgepfarrt. 1931 endete die Selbständigkeit der Gemeinde und der Hof kam unter die Verwaltung von Kochertürn. In den 1970er Jahren gab es 16 Bauernstellen im Brambacher Hof. Die Josefskapelle im Brambacher Hof wurde 1875 errichtet und 2005 renoviert.